# Бёрнс, Уильям (игрок в лякросс)
Уильям Лоренс Бёрнс (англ. William Laurence Burns; 24 марта 1875 — 6 октября 1953) — канадский игрок в лякросс, чемпион летних Олимпийских игр 1904.
На Играх 1904 в Сент-Луисе Бёрнс входил в состав первой сборной Канады. Его команда выиграла у команды США и сразу же заняла первое место, выиграв золотые медали.